# Campionati europei di atletica leggera 1946 - 110 metri ostacoli
I 110 metri ostacoli maschili ai campionati europei di atletica leggera 1946 si sono svolti dal 24 al 25 agosto 1946.

## Podio
| Oro     | Håkan Lidman Svezia     |
| Argento | Pol Braekman Belgio     |
| Bronzo  | Väinö Suvivuo Finlandia |

### Semifinali
Passano alla finale i primi tre atleti di ogni batteria (Q).

#### Semifinale 1
| Posizione | Nome                | Nazionalità | Tempo | Note |
| --------- | ------------------- | ----------- | ----- | ---- |
| 1         | Pol Braekman        | Belgio      | 14"8  | Q    |
| 2         | Gösta Risberg       | Svezia      | 14"9  | Q    |
| 3         | Edvin Larsen        | Danimarca   | 14"9  | Q    |
| 4         | André-Jacques Marie | Francia     | 15"0  |      |
| 5         | Veikko Jussila      | Finlandia   | 15"1  |      |
| 6         | József Kiss         | Ungheria    | 15"5  |      |

#### Semifinale 2
| Posizione | Nome                | Nazionalità    | Tempo | Note |
| --------- | ------------------- | -------------- | ----- | ---- |
| 1         | Håkan Lidman        | Svezia         | 14"7  | Q    |
| 2         | Väinö Suvivuo       | Finlandia      | 15"1  | Q    |
| 3         | Henri Maignan       | Francia        | 15"2  | Q    |
| 4         | Pierre Van de Sijpe | Belgio         | 15"4  |      |
| 5         | Milan Tosnar        | Cecoslovacchia | 15"4  |      |
| 6         | Werner Christen     | Svizzera       | 15"6  |      |

### Finale
| Pos.    | Nome          | Nazionalità | Tempo | Note |
| ------- | ------------- | ----------- | ----- | ---- |
| Oro     | Håkan Lidman  | Svezia      | 14"6  |      |
| Argento | Pol Braekman  | Belgio      | 14"9  |      |
| Bronzo  | Väinö Suvivuo | Finlandia   | 15"0  |      |
| 4       | Gösta Risberg | Svezia      | 15"2  |      |
| 5       | Edvin Larsen  | Danimarca   | 15"3  |      |
| 6       | Henri Maignan | Francia     | 15"5  |      |